# Manaslu
Manaslu (også kendt som Kutang) er verdens ottendehøjeste bjerg, 8.163 moh. Bjerget ligger i Mansiri Himal, eller Gorkha-massivet, en bjergkæde i den nordvestlige del af Gorkha-distriktet i Nepal. Navnet «Manaslu» kommer fra sanskrit Manasa, som betyder «Åndens bjerg».
Andministrativt ligger bjerget i den nordligste del af Gorkha distrikt, Ghandaki zone i Nepals Vestregion. Det ligger nær Gorkhas grænse i øst mod Manang distrikt.
Manaslu er det højeste bjerg i Mansiri Himal, og ligger omtrent 60 kilometer øst for Annapurna. Toppen blev først besteget i 1956 af en japansk ekspedition.
- Wikimedia Commons har flere filer relateret til Manaslu